# US Monastir
Union Sportive Monastirienne (în arabă الاتحاد الرياضي المنستيري), cunoscută ca USM, este un club de fotbal din orașul  Monastir în Tunisia. Echipa joacă în primul eșalon al fotbalului tunisian, numită Liga Profesionistă 1.

## Istoria clubului
US Monastir este cu siguranță una dintre cele mai vechi cluburi de fotbal din Tunisia. Deși a fost înființată oficial la 13 iunie 1942, data publicării în jurnalul oficial a decretului de creare a acesteia, datează din 17 martie 1923 cu numele de Ruspina Sports.
La sfârșitul anilor 1930, Ruspina Sports a cunoscut nenumărate dificultăți financiare și o serie de dizgrații în rândul publicului larg care, departe de a fi insensibil la răutățile colonialismului, s-a angajat hotărât împotriva lui prin crearea de echipe de cartiere. Chiar în momentul în care Ruspina Sports se prăbușește, voci se ridică pentru a unifica celelalte echipe și a crea un fel de selecție unică.
Mustapha Ben Jennet, naționalist și fotbalist experimentat, a luptat și el împotriva clanismului îngust și a pledat pentru o singură și unică asociație sportivă. Alegerea termenului „unire” nu este întâmplătoare. Dimpotrivă, reflectă această dorință de a prezenta o echipă unită și omogenă. La 13 iunie 1942 a fost semnat decretul de creare a USM, iar noua asociație a moștenit soldul creditar al Ruspina Sports, adică 5.395 de franci tunisieni.
US Monastir este un club omnisport avânde mai multe secțiuni sportive ca, polo, tenis, tir și golf. După independența statului tunisian, clubul a cunoscut succesul abia în sezonul 2019–2020, când a câștigat două trofee majore, Cupa Tunisiei și Supercupa Tunisiei, ambele în fața aceluiași adversar Espérance Tunis.
Culorile clubului sunt alb și albastru. Acasă jucătorii poartă un tricou albastru, pantaloni scurți albaștri și șosete albe, iar în deplasare, jucătorii poartă un tricou alb, pantaloni scurți albi și șosete albastre.